# Goldzwergfischer
Der Goldzwergfischer (Ceyx menalurus) ist eine endemisch auf den Philippinen  vorkommende Vogelart aus der Familie der Eisvögel (Alcedinidae).

## Merkmale
Der Goldzwergfischer erreicht eine Gesamtlänge von ca. 12 Zentimetern. Ein deutlicher Sexualdimorphismus besteht nicht, die Weibchen sind jedoch etwas blasser gezeichnet. Der Oberkopf sowie das Rückengefieder, die Flügel-Armdecken und die sehr kurzen Schwanzfedern sind je nach Lichteinfall orangebraun, rotbraun oder goldbraun gefärbt, die Handschwingen dunkelbraun. Seitlich an jeder Halsseite hebt sich ein weißer Fleck ab. Die Wangen schimmern rötlich violett. Kinn und Kehle sind cremefarben, Brust und Bauch hell rotbraun, in Richtung der Unterschwanzdecken aufgehellt. Der kräftige Schnabel sowie Beine und Füße sind orangerot.

## Lebensweise
Der Goldzwergfischer hält sich bevorzugt in Tieflandwäldern in der Nähe von Bächen auf. Er ernährt sich in erster Linie von kleinen Reptilien und Insekten. Aquatische Tiere zählen in der Regel nicht zu seinem Nahrungsspektrum.

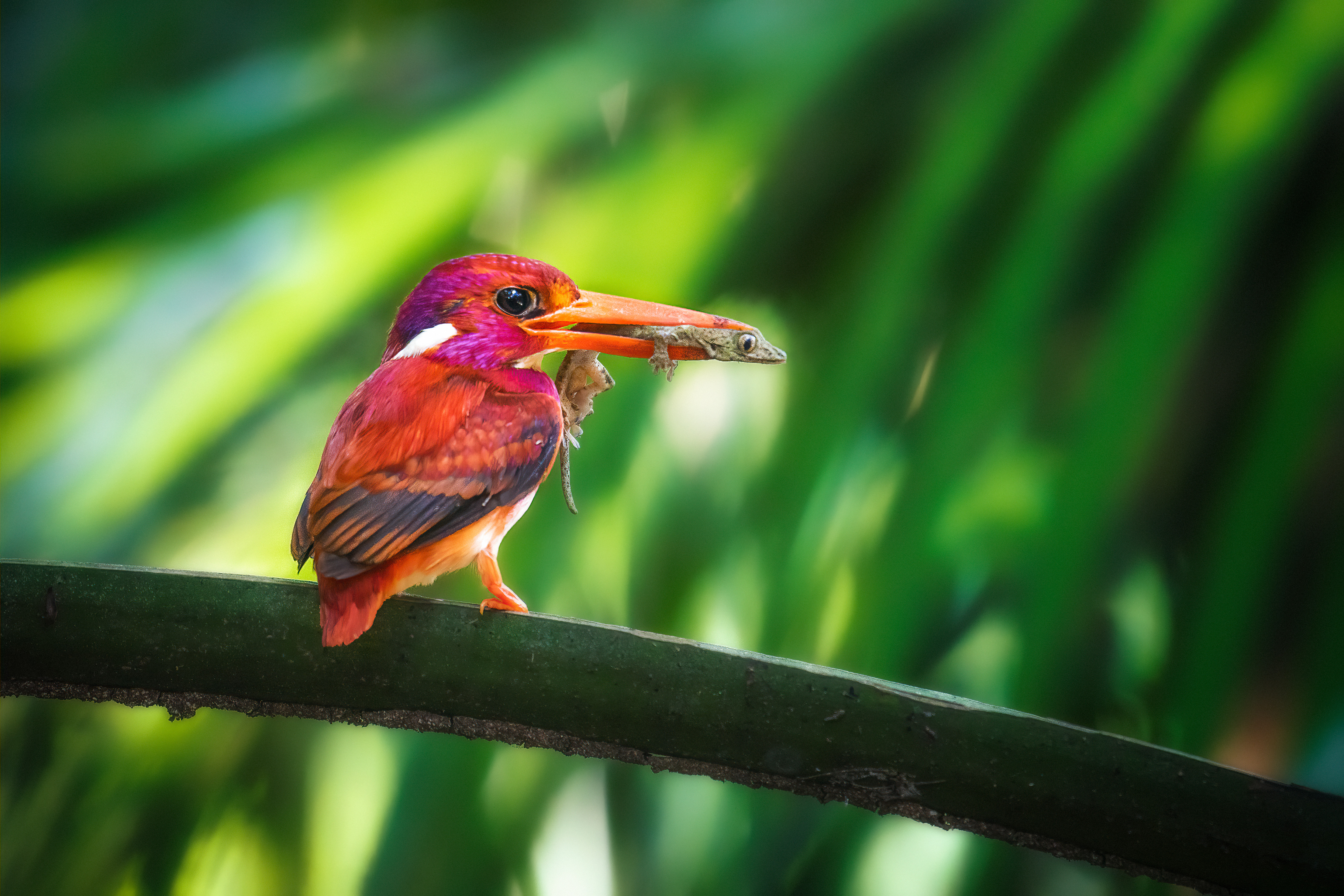
Goldzwergfischer mit Reptilienbeute
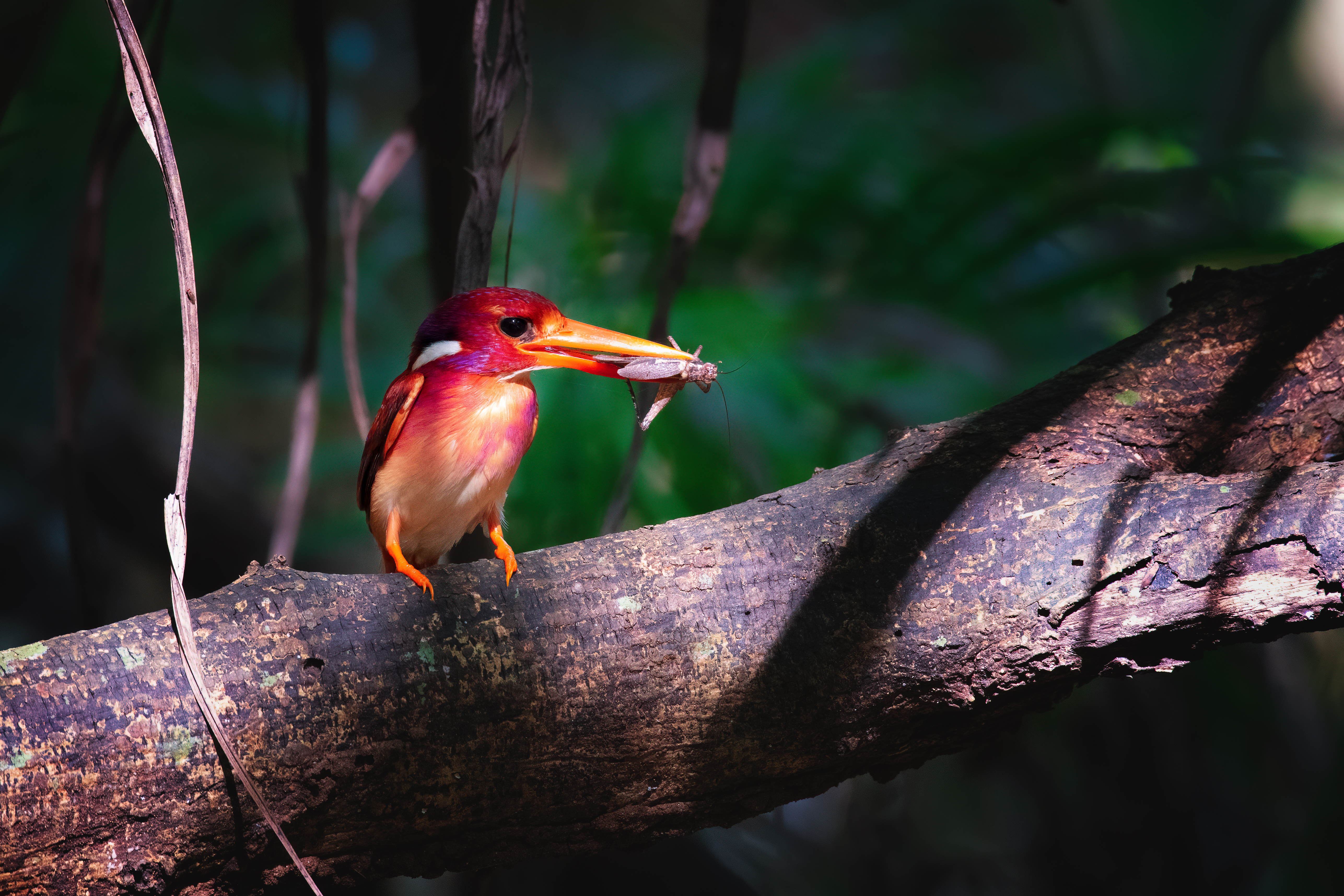
Goldzwergfischer mit Insektenbeute

## Verbreitung und Lebensraum
Beim Goldzwergfischer handelt es sich um eine endemisch auf den Philippinen vorkommende Art, die tropische Feuchtgebiete bewohnt. Obwohl sein Lebensraum aufgrund von Urbanisierung stetig kleiner wird, führt die
Weltnaturschutzorganisation IUCN den Goldzwergfischer als „least concern = nicht gefährdet“. Die Nominatform Ceyx menalurus menalurus ist auf den Inseln Luzon, Polillo Island, Alabat und Catanduanes zu finden, die Unterart Ceyx menalurus samarensis auf Samar und Leyte, Ceyx mindanensis platenae auf den Inseln Mindanao und Basilan. Der ebenfalls auf Mindanao und Basilan lebende Mindanaozwergfischer (Ceyx mindanensis) wird von einigen Ornithologen als Unterart des Goldzwergfischers angesehen.